# Munkö

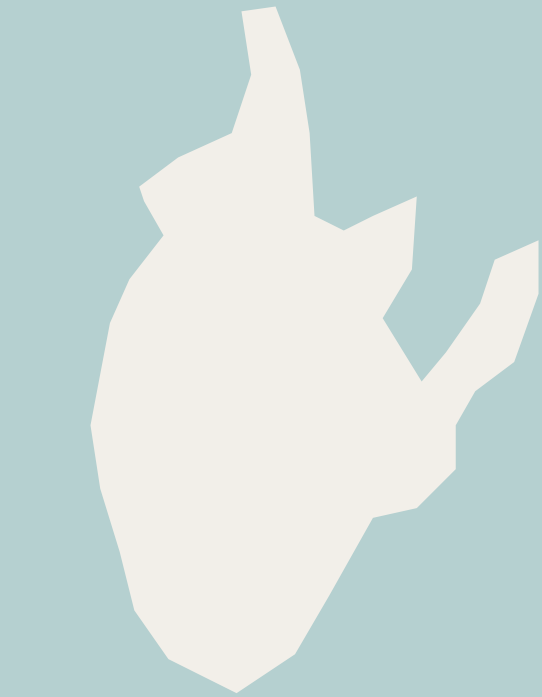
Konturen av Munkö.

Munkö är en ö i Djurö socken i Värmdö kommun, 3 sjömil söder om Stavsnäs i Stockholms skärgård. Sedan 1957 är Munkö naturreservat. På östra sidan vid Munköviken finns en populär naturhamn som skyddas från vind och sjö av de mindre skären Trylkobben, Stavrumskobben och Rävskär. Norr om viken finns en skärgårdsmaja.

## Historia
Ön skänktes till Mendikantorden av Magnus Ladulås år 1288. Munkarna bröt kalk och brände murbruk till sina klosterbyggen här. Rester av stenbrott och ett flertal brännugnar finns fortfarande kvar.

## Natur
Munkös berggrund består av två miljarder år gammal kalksten som går i dagen som kalkhällar. Mellan hällmarkerna finner man örtrik barrskog, lövskog och lundar samt stora förekomster av idegran. Den kalkhaltiga jordmånen har gett Munkö en unik flora med bland annat ett dussin olika orkidéer, till exempel guckusko. En av urkalkstenshällarnas karaktärsarter är vit fetknopp, som är värdväxt för apollofjärilen. Här finns också den för Stockholms län ovanliga ormbunken fjällhällebräken.